# Zafer Özgültekin
Zafer Özgültekin (Kangal, 10 marzo 1975) è un ex calciatore turco, di ruolo portiere.

## Carriera
Era il terzo portiere della Nazionale di calcio della Turchia al Campionato mondiale di calcio 2002 con la quale ha ottenuto uno storico terzo posto.